# Уинтерс (Калифорния)
Уинтерс (англ. Winters) — город в округе Йоло в штате Калифорния в Соединённых Штатах Америки.
Согласно данным переписи населения США 2020 года число жителей города 
составляло 7200 человек, что, для такого небольшого населённого пункта, существенно больше (+ 8.7%), чем было во время предыдущей переписи проводившейся в 2010 году (6624 человека).

## История
Первое отделение Почтовой службы США в Уинтерсе было открыто в 1875 году. Уинтерс был зарегистрирован в 1898 году. Название городу было дано в честь Теодора Уинтерса, владельца крупнейшего на этих землях ранчо.
Средний доход домохозяйств в городе составляет около 150 тысяч доллара, а уровень бедности — 6,55%. Средний возраст составляет ок. 37,9 лет: 38,1 года для мужчин и 37,9 года для женщин.
В 1935 году наследники Уильяма Вольфскилла, иммигранта из Кентукки в мексиканскую Альта-Калифорнию, получившего мексиканский земельный грант для ранчо Рио-де-лос-Путос в 1842 году от губернатора Хуана Баутисты Альварадо, передали 100 акров ранчо Вольфскилл в Уинтерсе Калифорнийскому университету в Дейвисе, основанному в 1908 году. Земля должна была использоваться для экспериментального сада.

## География
Согласно данным Бюро переписи населения США, общая площадь города составляет 2,9 квадратных мили (7,5 км2), из которых 2,9 квадратных мили (7,5 км2) — это суша, а 0,03 квадратных мили (0,078 км2 или 0,85%) приходится на водную поверхность.